# Jeszenszky Károly (lelkész, 1815–1898)
Id. kisjeszeni Jeszenszky Károly (Liliomos, 1815. október 10. – Mezőberény 1898. szeptember 5.) mezőberényi evangélikus lelkész, helytörténész.

## Élete
Kisjeszeni Jeszenszky Sámuel liliomosi evangélikus lelkész és nagyjeszeni Jeszenszky Katalin fia. Iskoláit Liliomoson kezdte, azután 1823-tól Újverbászon, 1826-tól Mezőberényben (esperességi latin gimnázium),  1830-tól Selmecbányán, 1834-től Pozsonyban tanult. 1838-ban a jénai egyetemre iratkozott be.
Egy év múlva hazajött és Aszódon lett segédlelkész. 1839-ben lelkésszé avatták Selmecbányán. 1840 augusztusában került Kuczián György mellé segédlelkésznek a mezőberényi tót evangélikus gyülekezetbe. 1841-től 1875-ig egyedül, 1875. augusztus 15-étől 1890. október 26-áig fiával, ifj. Jeszenszky Károllyal együtt szolgált.
1890. március 9-én, nyugdíjba vonulása alkalmából, dr. Szeberényi Gusztáv bányakerületi evangélikus püspök a Koronás Arany Érdemrenddel tüntette ki. Sírja az egyházi temetőben található. Apósa volt Masznyik Endre és Koren Pál híres evangélikus lelkészeknek.

## Művei
- "Erősödjetek meg Istenben, hogy ördögi kísértéssel szembe tudjatok szállni". Templomi beszéd, melyet Jeszenszky Károly tartott Szarvason 1839ben, a Szentháromság utáni 21. vasárnapon. Országos Evangélikus Könyvtár 14052-56. 5-17.
- "A kereszt igéje az Isten igéje". Templomi beszéd, melyet Jeszenszky Károly tartott Békéscsabán, 1839-ben, a Szentháromság utáni 22. vasárnapon. in: Predigten von 1840. Országos Evangélikus Könyvtár 14051-56. 18-24. p. Chrámoweny Reèi wydal Ladislaw Leszenszky Ewangelickej knèz v Kunove-Teplici. Templomi beszédek, melyeket Jeszenszky Károly adott ki a Vakok Intézete javára 1840-ben Pesten.
- Kázeň při pohřebu Wzn. Dv.-ctihodného, a wys. učeného muže nekdy Pana Jana Haana... dne 14 Záři r. p. (Gyászbeszéd Haan János ág. ev. lelkész fölött), Szarvas, 1855.
- Osada Mező-Berény a gegj Cjrkew ew. augsp. wyzn slowenska (A Mező-Berény község és ág. ev. egyház története.), Arad, 1861.
- Vázlatok Mező-Berény multjából, In: A Békésvármegyei Régészeti és Művelődéstörténelmi Társulat Évkönyve 1877/78, (szerk. Zsilinszky Mihály), IV. kötet, Gyula, 1878. 1-23.
- Az 1831. évben uralkodott kolera járvány alkalmából Bonyhay Benjámin, akkori Mezőberényi községi hiteles jegyző által egybeállított "chloreai jegyzőkönyv" ismertetése (1838). In: A Békésvármegyei Régészeti és Művelődéstörténelmi Társulat Évkönyve 1877/78, (szerk. Zsilinszky Mihály), IV. kötet, Gyula, 1878. 45-66.
- Arany menyegzői beszéd, melyet tekintetes Bonyhay Benjámin úr és neje, született Kutzián Katalin úrhölgy ötvenéves házassága emléknapja alkalmából mondott id. Jestenszky Károly Mezőberényi ág. h. evang. lelkész. Emlékül kiadta és őszinte tisztelet jeléül a fent címzett házaspárnak ajánlva a szerző által, Békéscsaba, 1881. Országos Evangélikus Könyvtár 14714.
- Bonyhay Benjámin (1805-1885), Békés, 1885. szeptember 23.

## Emlékezete
- Az 50 évi lelkészi szolgálat elismerésére, 1959-ben a hívek emléktáblát helyeztek el a templom sekrestyéjében, melyen megemlékeznek feleségéről, Ruhman Karolináról is, aki a női erények példaképe volt.
- Utcát neveztek el róla Mezőberényben.
- A templom előtti parkban, 1997-ben avatták fel bronz mellszobrát, Udvardy Anikó mezőberényi szobrászművész alkotását.

## Irodalom

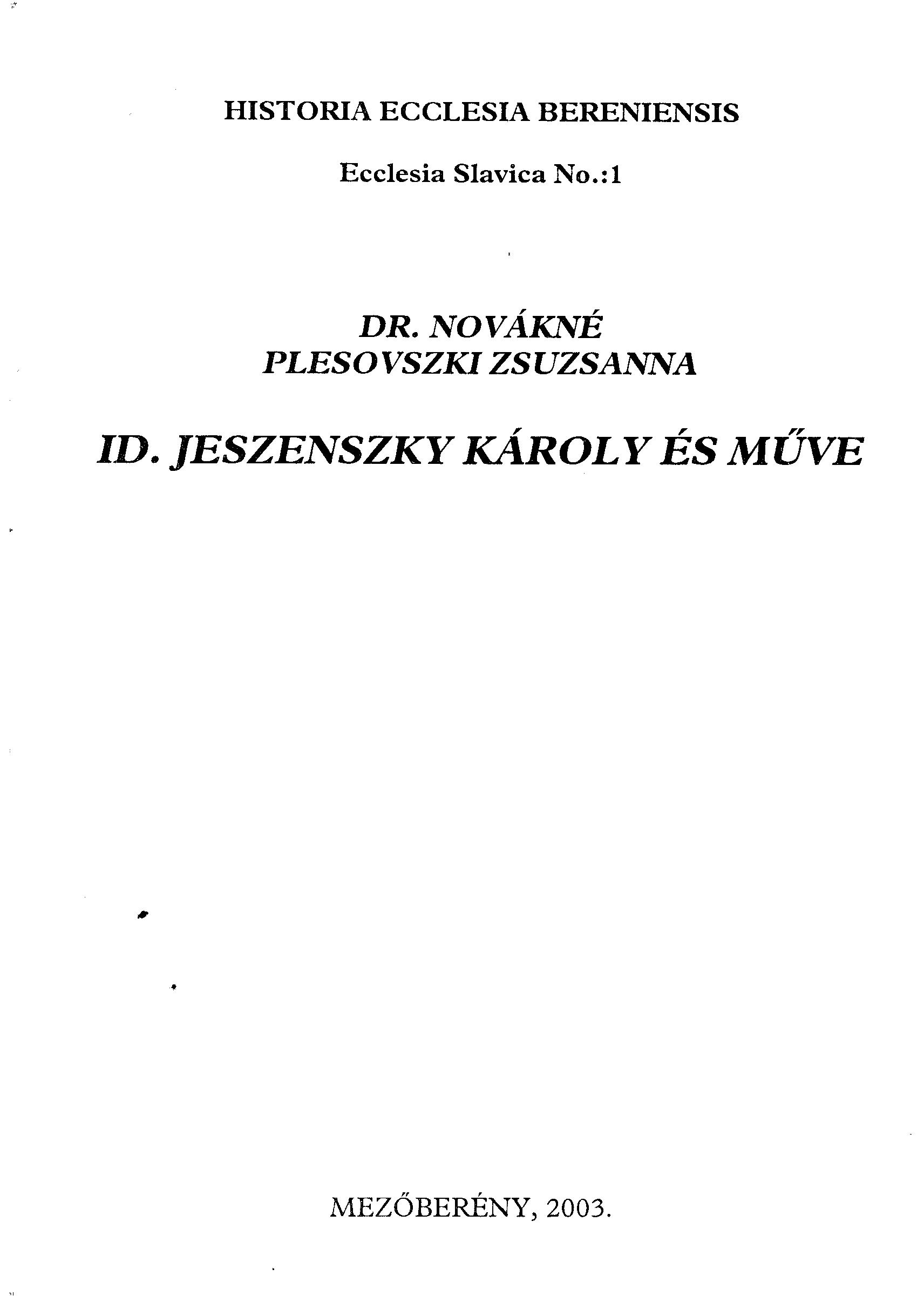